# Ljuboten Tetowo
Ljuboten Tetowo (maced. ФК Љуботен) – północnomacedoński klub piłkarski, mający siedzibę w mieście Tetowo na północnym zachodzie kraju. 

## Historia
Chronologia nazw:
- 1919: Ljuboten Tetowo (mac. ФК „Љуботен” Тетово)
- 1945: Szar Tetowo (mac. ФК „Шар” Тетово)
- 1951: Ljuboten Tetowo (mac. ФК „Љуботен” Тетово)

Klub piłkarski FK Ljuboten został założony w miejscowości Tetowo 28 marca 1919 roku. Jest najstarszym klubem piłkarskim w Macedonii Północnej i dlatego jest członkiem Klubu Pionierów - stowarzyszenia, które przyjmuje najstarsze drużyny w każdym kraju. Klub został zarejestrowany i przyjęty do Skopski loptaczki podsawez w 1922 roku. Razem z Borec Wełes są najstarszymi klubami, które grały w drugiej lidze ówczesnych Mistrzostw Królestwa Serbów, Chorwatów i Słoweńców (od 1929 Mistrzostw Jugosławii). Po zakończeniu drugiej wojny światowej zespół występował w Mistrzostwach Macedońskiej republikańskiej ligi, która była III poziomem Mistrzostw Jugosławii. Od 1945 klub nazywał się FK Szar (Szar to najwyższa góra obok miasta), ale w 1951 wrócił do nazwy FK Ljuboten. W sezonach 1946/47, 1952 i 1952/53 występował w drugiej jugosłowiańskiej lidze. W 1950 roku, po zajęciu ostatniego 12.miejsca, spadł na 2 lata z republikańskiej ligi. Po zajęciu w sezonie 1952/53 ostatniego 8.miejsca w grupie Skopje II jugosłowiańskiej ligi oraz następnej reorganizacji systemu lig piłkarskich w Jugosławii został zdegradowany do ligi regionalnej. Dopiero w połowie lat 60. XX wieku wrócił do ligi republikańskiej. W sezonie 1974/75 zajął przedostatnie 17.miejsce i ponownie spadł z republikańskiej ligi. W 1979 wrócił do ligi. W sezonie 1981/82 klub został wicemistrzem, a w 1983/84 zdobył brązowe medale. W sezonie 1988/89 klub startował w grupie wschodniej jugosłowiańskiej ligi międzyrepublikańskiej (III poziom), gdzie zajął ostatnią 18.lokatę i został zdegradowany. W następnym sezonie 1989/90 spadł z ligi republikańskiej.
Po uzyskaniu niepodległości przez Macedonię Północną w 1992 startował w drugiej lidze. Debiutowy sezon 1992/93 zakończył na pierwszej pozycji i awansował do pierwszej ligi. W 1994 był piątym w tabeli. W sezonie 1994/95 zajął 13.miejsce. W sezonie 1995/96 uplasował się na 15.miejscu i spadł do drugiej ligi. W następnym sezonie 1996/97 po zajęciu ostatniej 16.lokaty w grupie zachodniej, został zdegradowany do trzeciej ligi. W sezonie 2002/03 spadł do regionalnej ligi (gr. Tetowo). W 2007 wrócił do trzeciej ligi. W sezonie 2013/14 klub został zdyskwalifikowany z rozgrywek za występ niezarejestrowanego piłkarza w czwartej, szóstej i siódmej kolejce, a wyniki klubu zostały unieważnione. W 2018 wygrał grupę Tetowo i wrócił do trzeciej ligi.

## Barwy klubowe, strój
| Niebieski |

Klub ma barwy niebieskie. Zawodnicy domowe spotkania zazwyczaj grają w niebieskich koszulkach, niebieskich spodenkach oraz niebieskich getrach.

## Sukcesy

### Trofea międzynarodowe
Nie uczestniczył w rozgrywkach europejskich (stan na 31-05-2019).

### Trofea krajowe
| \| \| Zdobyte trofea w rozgrywkach Macedonii Północnej (stan na: 31-05-2019) \| |                                                                        |      |          |
| Rozgrywki                                                                       | Osiągnięcie                                                            | Razy | Sezon(y) |
| Mistrzostwo                                                                     | I miejsce                                                              | 0    |          |
| Mistrzostwo                                                                     | II miejsce                                                             | 0    |          |
| Mistrzostwo                                                                     | III miejsce                                                            | 0    |          |
| Mistrzostwo                                                                     | 5.miejsce                                                              | 1    | 1993/94  |
| Puchar                                                                          | zdobywca                                                               | 0    |          |
| Puchar                                                                          | finalista                                                              | 0    |          |
| Puchar                                                                          | 1/8 finału                                                             | ?    | ?        |
| II liga                                                                         | I miejsce                                                              | 1    | 1992/93  |
| II liga                                                                         | II miejsce                                                             | 0    |          |
| II liga                                                                         | III miejsce                                                            | 0    |          |
| Macedonia Północna                                                              | Zdobyte trofea w rozgrywkach Macedonii Północnej (stan na: 31-05-2019) |      |          |

- Treta liga (D3):
  - mistrz (1x): 2007/08 (zach.)
  - wicemistrz (2x): 2009/10 (zach.), 2010/11 (zach.)
  - 3.miejsce (1x): 2011/12 (zach.)

Jugosławia
- Macedońska republikańska liga (D3):
  - wicemistrz (1x): 1981/82
  - 3.miejsce (1x): 1983/84

## Poszczególne sezony

### Rozgrywki krajowe
| \| Macedonia Północna \| Bilans występów klubu w rozgrywkach piłkarskich Macedonii Północnej (Stan na 31 maja 2019 r.) \| \| |                                                                                               |        |       |   |   |   |    |    |     |                               |        |        |      |
| Poziom | Rozgrywki                                                                                     | Sezony | Mecze | Z | R | P | B+ | B– | Pkt | Lata                          | Awanse | Spadki | Naj. |
| I | 1 liga                                                                                        | 3      |       |   |   |   |    |    |     | 1993–1996                     | 0      | 1      | 5    |
| II | 2 liga                                                                                        | 2      |       |   |   |   |    |    |     | 1992/93, 1996/1997            | 1      | 1      | 1    |
| III | 3 liga                                                                                        |        |       |   |   |   |    |    |     | 1997–2003, 2007–2014, od 2018 | 0      | 2      | 1    |
| IV | opsztinska liga                                                                               | 1      |       |   |   |   |    |    |     | 2003–2007, 2014–2018          | 2      | 0      | 1    |
| | Puchar                                                                                        |        |       |   |   |   |    |    |     |                               |        |        | 1/8  |
| Macedonia Północna | Bilans występów klubu w rozgrywkach piłkarskich Macedonii Północnej (Stan na 31 maja 2019 r.) |        |       |   |   |   |    |    |     |                               |        |        |      |

## Struktura klubu

### Stadion
Klub piłkarski rozgrywa swoje mecze domowe na stadionie Sportski Centar w Tetowo, który może pomieścić 700 widzów.

### Inne sekcje
Klub prowadzi drużyny dla dzieci i młodzieży w każdym wieku.

## Kibice i rywalizacja z innymi klubami

### Kibice
Fani klubu są starszymi mieszkańcami miasta i narodowości głównie albańskiej, a także macedońskiej.

### Derby
- Teteks Tetowo
- Shkëndija Tetowo